# Pachypasa otus
Pachypasa otus ist ein Schmetterling (Nachtfalter) aus der Familie der Glucken (Lasiocampidae).

## Merkmale
Die Art erreicht eine Flügelspannweite von 70 bis 95 Millimetern (Männchen) bzw. 100 bis 120 Millimetern (Weibchen) und ist damit die größte in der Paläarktis auftretende Gluckenart. Die Männchen haben gelblichgraue, lang gefiederte Fühler, deren Kammzähne nach der Mitte zur Spitze hin stark kürzer werden. Kopf, Halskragen und die Schulterklappen sind gelbbraun, der Thorax und der Hinterleib sind hell gelbbraun. Die Vorderflügel sind hell graubraun und besonders am Vorder- und Innenrand verstreut violettgrau beschuppt. Mittig tragen die Vorderflügel ein spitzes, sehr tief gezacktes violettbraunes Querband und ein ebenso gefärbtes, welliges Submarginalband. Zwischen diesen ist das Mittelfeld merklich heller gefärbt, wie auch die Flügelgrundfarbe nahe an den Außenrändern der Binden. Der breite Flügelsaum ist weißlichgrau. Die Hinterflügel sind gleichmäßig hell rotgrau gefärbt, die Flügeladern sind etwas dunkler. Die Weibchen sind deutlich größer und haben einen plumperen Körperbau. Ihre Fühler sind nur kurz bezähnt. Die Vorderflügel sind merklich weniger weißlichgrau und wirken deutlich dunkler. Die Hinterflügel sind im Submarginalbereich dunkel graubraun. Die Grundfärbung der Falter ist variabel, auch die violettgraue Beschuppung ist unterschiedlich stark ausgeprägt.

## Vorkommen und Lebensraum
Die Art ist von Sizilien und Süditalien bis nach Istrien und Dalmatien, Albanien, Griechenland, Bulgarien und Rumänien sowie über Kleinasien bis in den Irak und den Südosten des Iran verbreitet. Sie besiedelt vor allem den Küstenbereich und lebt in trockenen Wäldern und Steppenheiden. Die Art ist weit verbreitet, tritt aber nur vereinzelt auf.

## Lebensweise
Die Imagines fliegen von Juni bis September. Die Raupen ernähren sich von Zypressen (Cypressus), Wacholder (Juniperus) und Thuja occidentalis. Man soll sie auch mit Flaumeiche (Quercus pubescens) füttern können.

## Wirtschaftliche Nutzung
Der Kokon dieser Art wurde in der Antike zur Herstellung der nach der Insel Kos benannten koischen Seide (coa vestis) verwendet.

## Belege